# Station Marcinkowo
Station Marcinkowo is een spoorwegstation in de Poolse plaats Marcinkowo.